# بواز و جاشین

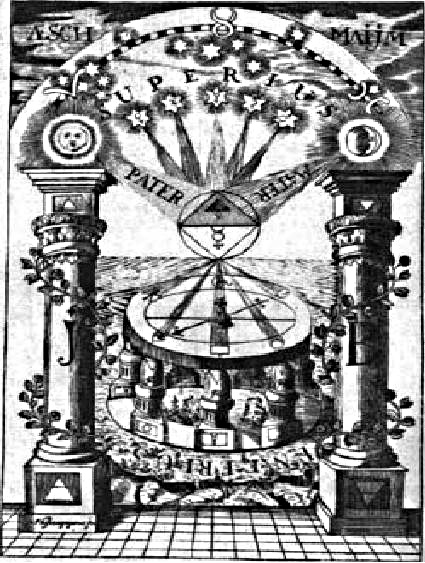
نقاشی کیمیایی از بواز و جاشین به عنوان ستونهای عرفانی دنیا نقاشی شده توسط پیروان چلیپای گلگون سال 1779 میلادی در برلین.

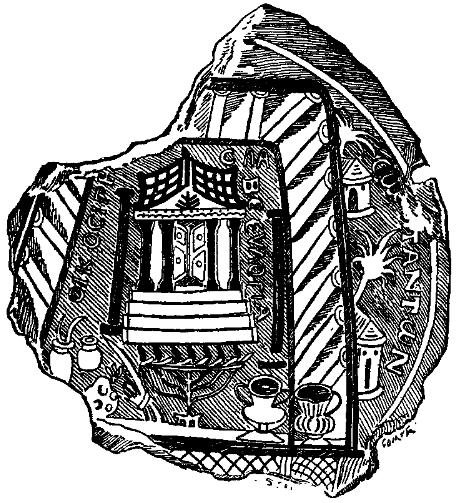
تصویر یک کاسه شیشه ای قرن سوم (میلادی) که معبد سلیمان را به تصویر می‌کشد. بواز و جاشین ستون‌های سیاه جدا شده‌ای هستند که در دو طرف پله‌های ورودی نشان داده شده‌اند.

بر اساس کتاب مقدس بواز (عبری :בֹּעַז) و جاشین (عبری: יָכִין) دو ستون مسی، برنجی بودند که در ورودی معبد سلیمان در زمان معبد اول در اورشلیم وجود داشتند. این ستونها نمادهای مهمی در فراماسونری و به‌طور کلی ساختمانهای مذهبی هستند. به احتمال زیاد این ستونها از پایین به بالا بودند و وزن ساختمان بر روی آنها نبود.

## شرح

### در کتاب مقدس
ضخامت ستون‌ها تقریباً ۱٫۸ متر و ارتفاع آن ۲۷ فوت (۸٫۲ متر) بود. سرستون‌ها یا سرستون‌های برنجی با ارتفاع هشت فوت (۴/۲ متر) در بالای ستون‌ها دارای تزئینات برنجی از نیلوفر بودند. اندازه‌گیری اولیه تورات بر حسب ذراع بود که نشان می‌دهد ستون‌ها ۱۸ ذراع ارتفاع و ۱۲ ذراع دور تا دور و توخالی و ضخامت چهار انگشت داشتند. (Jeremiah 52:21–22). شبکه‌های شطرنجی کاسه هر سوله را می‌پوشاندند که با ردیف‌هایی متشکل از ۲۰۰ انار تزئین شده بود، برای هر انار با هفت زنجیر اکلیل شده بود، و روی آن را نیلوفرها می‌پوشاندند (1 Kings 7:13–22 , 41–42).
ستون‌ها از تخریب معبد اول جان سالم به در نبردند. ارمیا 52:17 گزارش می‌دهد: «کلدانیان ستون‌های برنزی خانه خداوند را شکستند». دوم پادشاهان 25:13 نیز گزارش مشابهی دارد. برای سهولت در حمل و نقل، ستون‌ها را تکه‌تکه می‌بردند. زمانی که معبد دوم ساخته شد، ستون‌ها برگردانده نشدند، و هیچ سابقه ای مبنی بر ساخت ستون‌های جدید برای جایگزینی آنها وجود ندارد.

### یوسفیوس
بر اساس کتاب باستانی یهودیان یوسفوس، محقق رومی-یهودی قرن اول، بوآز (به عبری בֹּעַז boʿaz "در او قدرت است") در سمت چپ در ایوان معبد سلیمان ایستاده بود، در حالی که یاچین (عبری י׸כִִִיָ׸ָע yakin "او برپا خواهد کرد") در سمت راست ایستاد و این دو توسط یک صنعتگر اسرائیلی به نام هیرام ساخته شد.

## مراجع بعدی
کلیسای رومی سانتا ماریا ماگیوره در توسکانیای ایتالیا، دارای یک ورودی فرورفته است که توسط یک جفت ستون سنگی مستقل در کنار آن قرار دارد که برای یادآوری بوآز و جاشین طراحی شده‌است. ستون‌های مشابهی که برای نشان دادن بوآز و جاشین در نظر گرفته شده‌اند در کلیسای جامع وورزبورگ (آلمان) و کلیسای دالبی (سوئد) نیز وجود دارند. ستون‌هایی که نشان دهنده بواز و جاشین هستند را می‌توان در اکثر لژهای ماسونی یافت و نماد استفاده از آنها در مراسم ماسونی است. این ستون‌ها بخشی از استفاده نمادین از معبد سلیمان است.
جکین، یک شهر ثبت شده در ایالت جورجیا ایالات متحده، نام خود را از ستون گرفته‌است.
برخی از انواع کارت تاروت کاهن اعظم بوآز و جاشین را به تصویر می‌کشند.

## آلبوم عکس

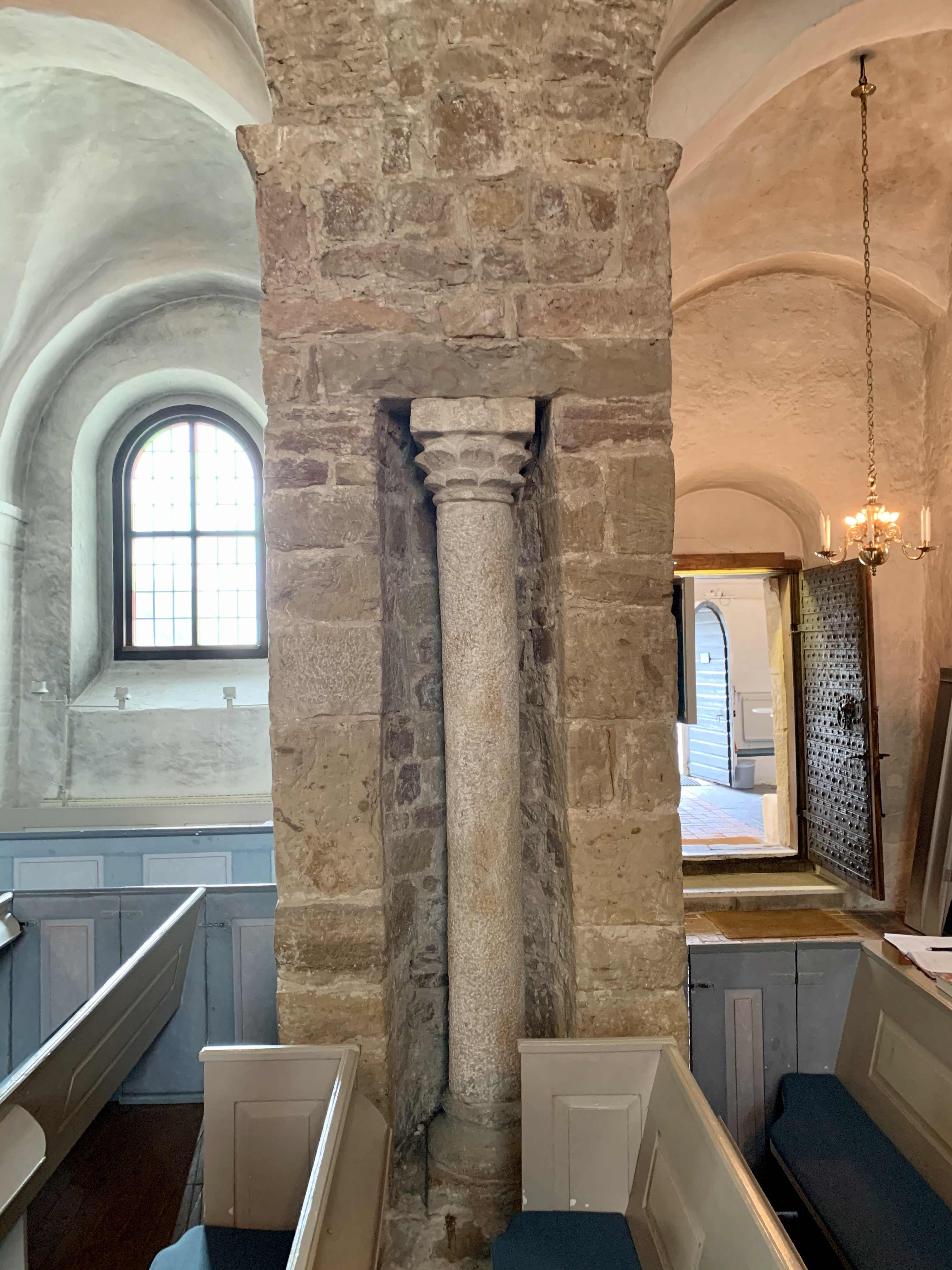
نمایش رومی یکی از ستون‌های کلیسای دالبی ، سوئد، قرن یازدهم
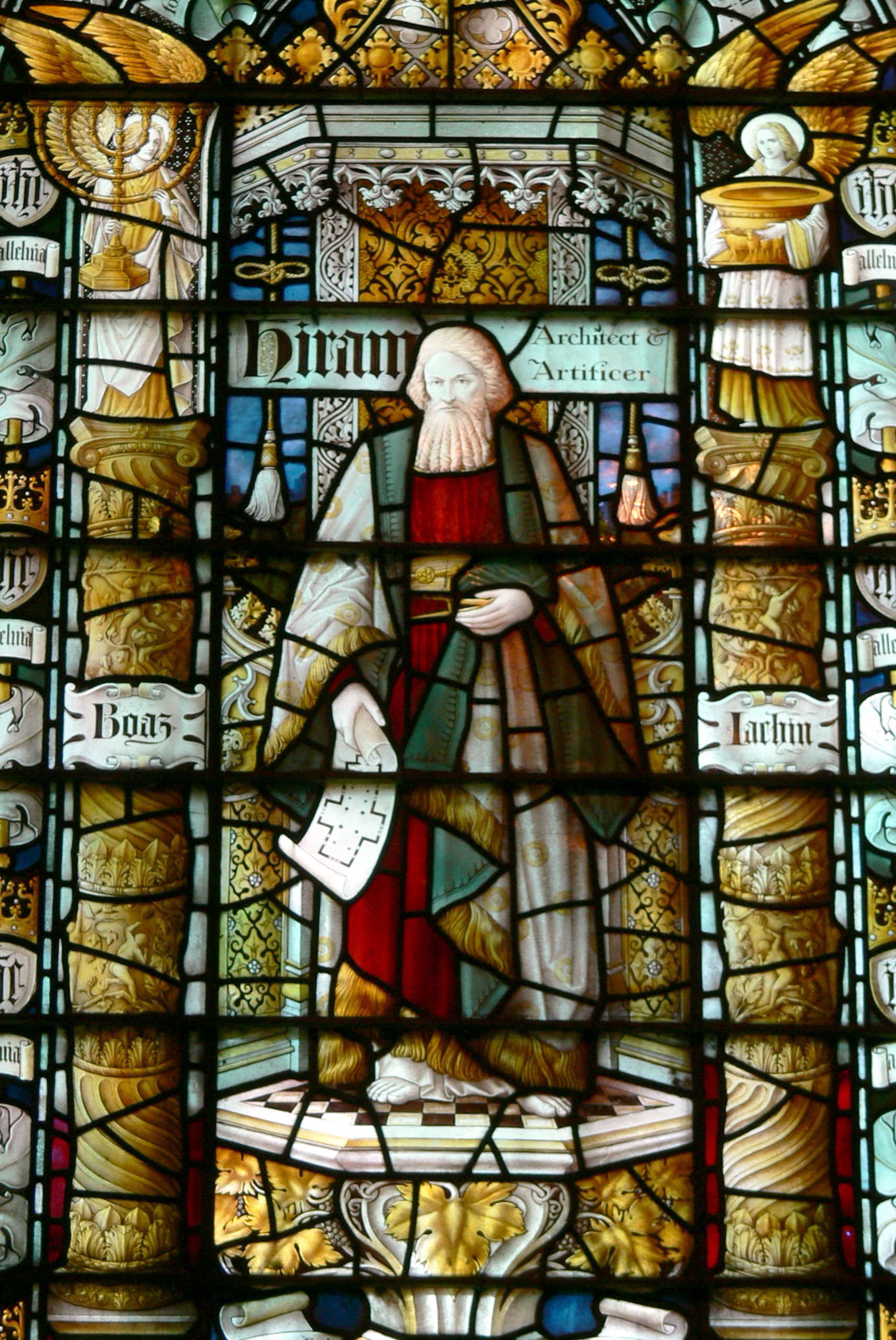
هیرام معمار، در فراماسونری معروف به هیرام ابیف ، در کنار ستون‌ها. پنجره شیشه ای رنگی، کلیسای سنت جان، چستر ، قرن بیستم
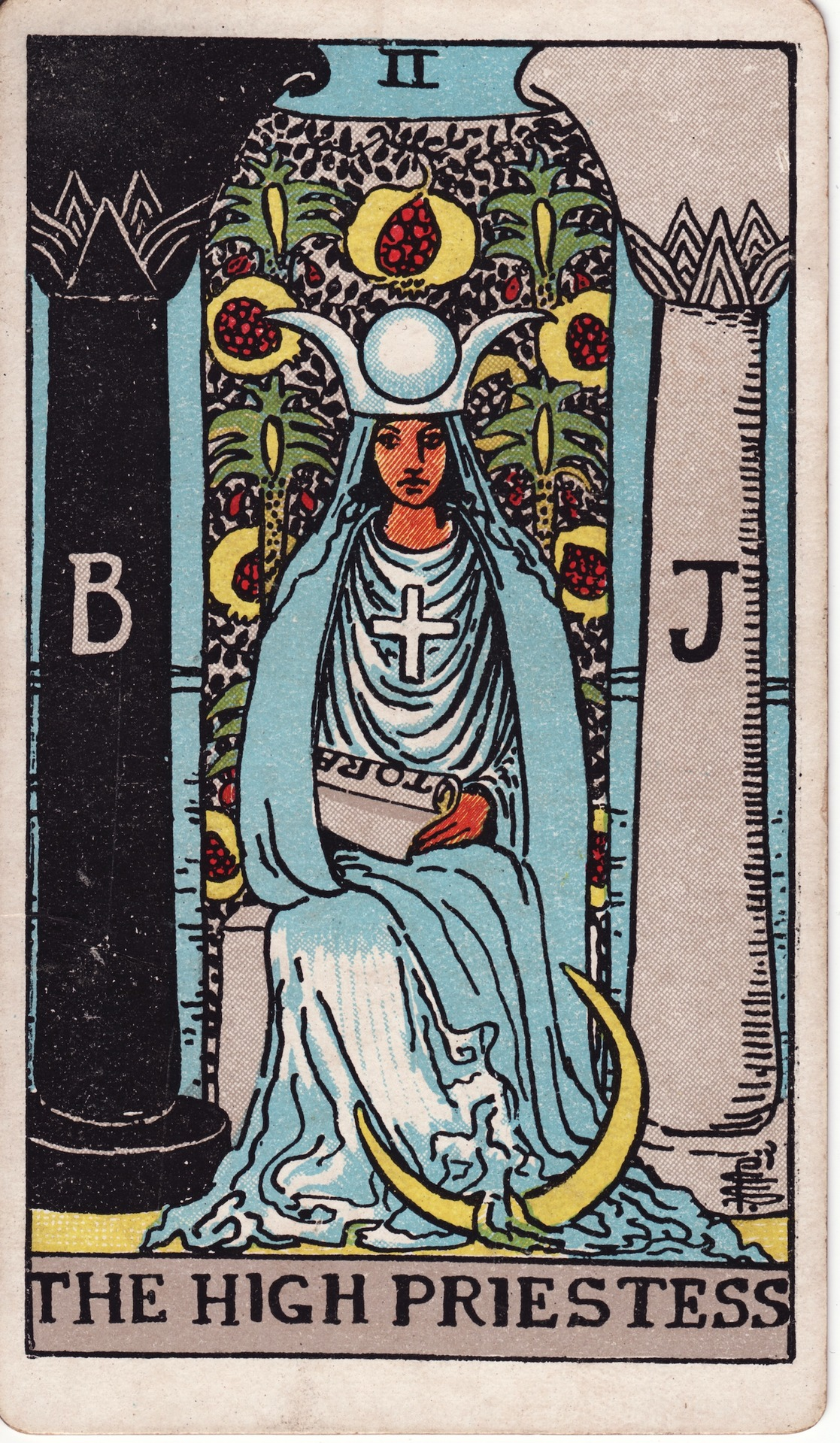
کاهن اعظم یا پاپس (II) در عرشه تاروت رایدر-وایت
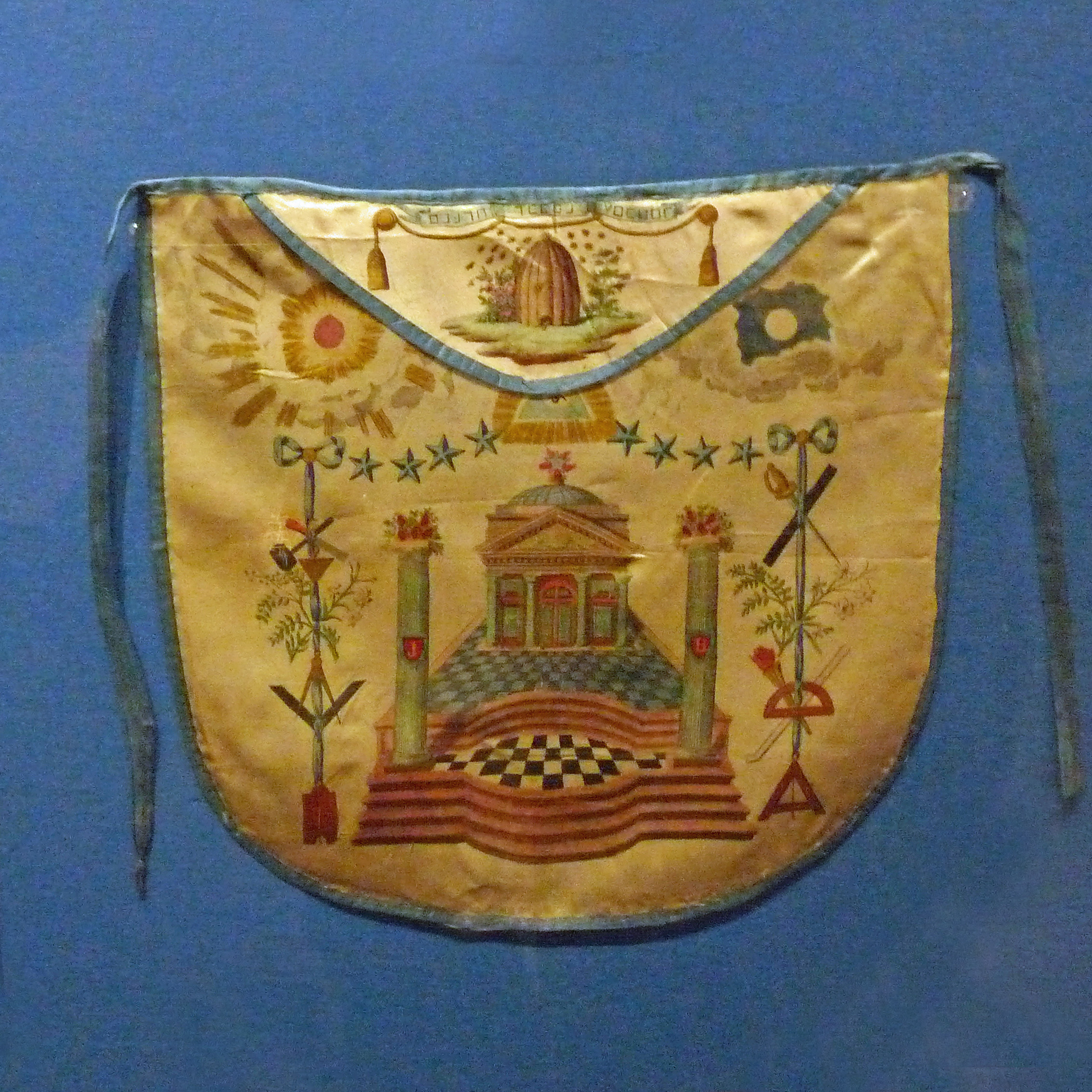
پیشبند فراماسونری با دو ستون بواز و جاشین
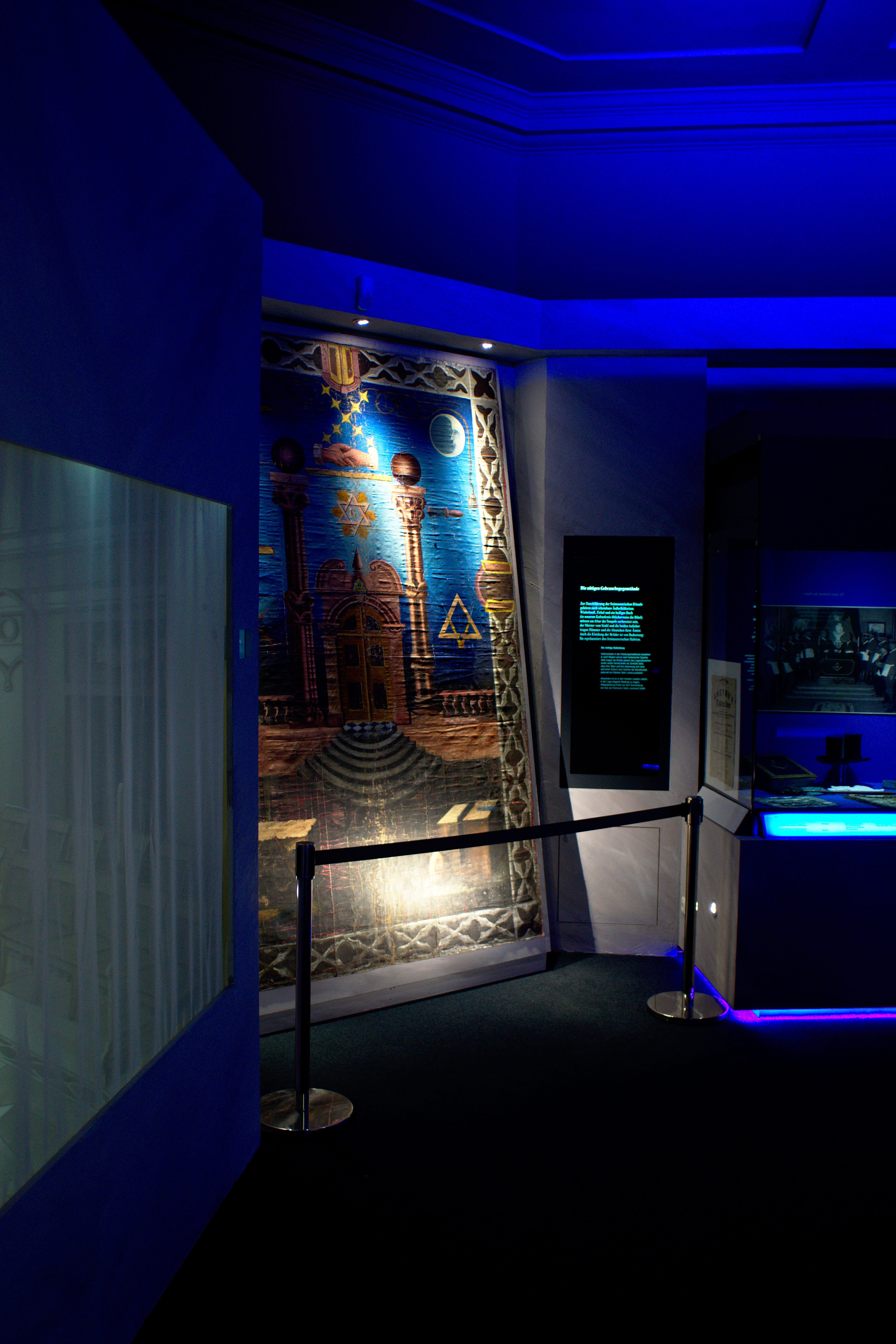
بواز و جاشین در موزه فراماسونری در آلمان
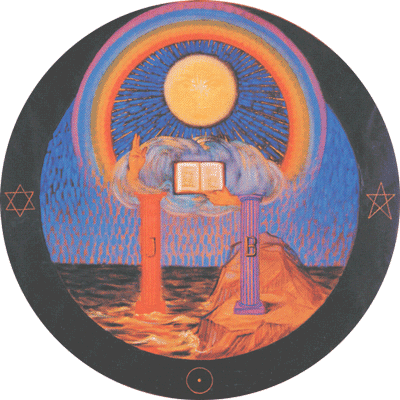
بواز و جاشین در نقاشی رودولف استاینر از ختم آخرالزمان
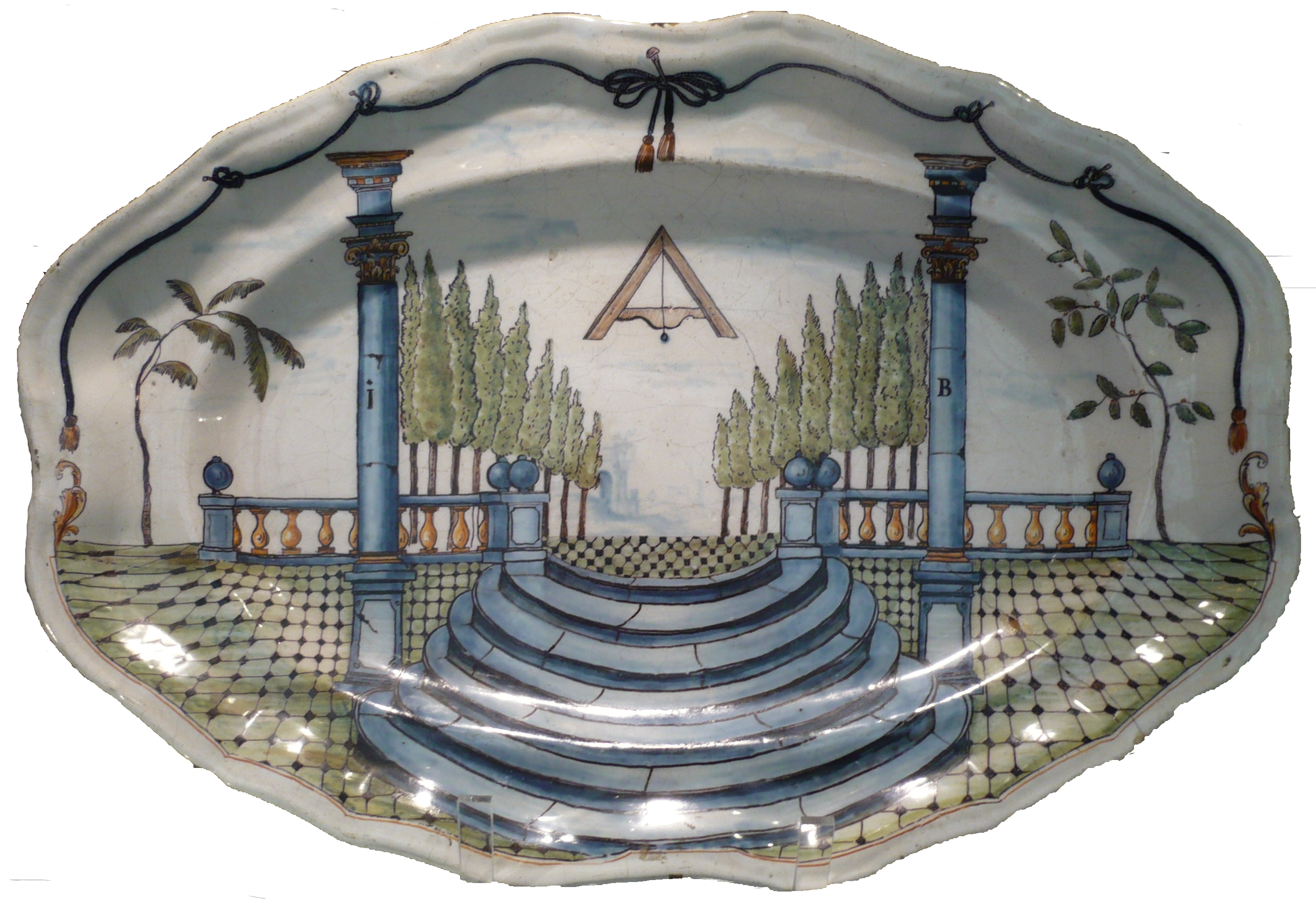
نقاشی ماسونی به همراه دو ستون بواز و جاشین
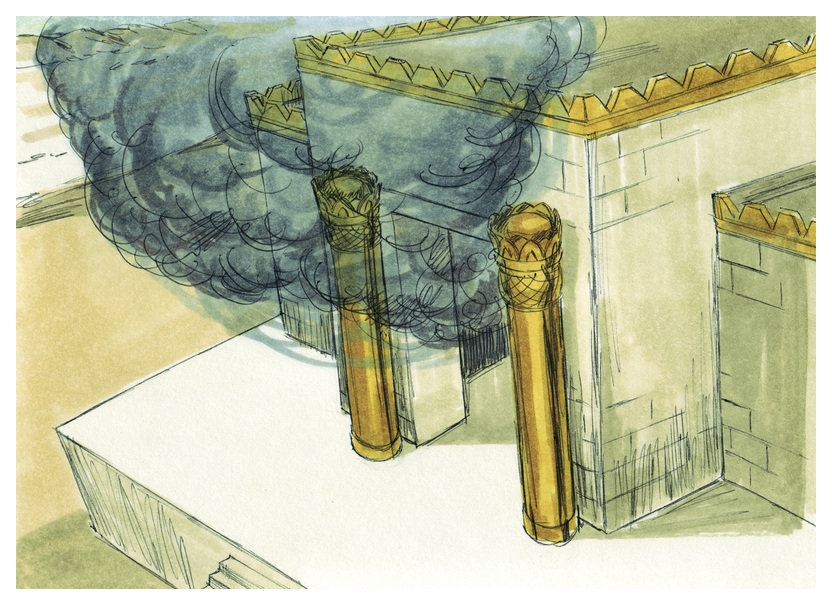
معبد سلیمان به همراه دو ستون بواز و جاشین